# (1549) Mikko
(1549) Mikko est un astéroïde de la ceinture principale découvert le 2 avril 1937 par l'astronome Yrjö Väisälä.

## Historique
Le lieu de découverte, par l'astronome Yrjö Väisälä, est Turku.
Sa désignation provisoire, lors de sa découverte le 2 avril 1937, était 1937 GA.